# Bulletin Amades
Bulletin Amades est une revue scientifique rassemblant des informations sur les sciences sociales et la santé. 
La revue présente des travaux en anthropologie de la santé, des annonces de formations et de colloques, des comptes rendus de colloques, des revues et analyses bibliographiques, des informations pratiques (appels d'offres, adresses utiles, etc.). Chaque numéro contient également un article court s’efforçant d’apporter un éclairage anthropologique sur une question d’actualité dans le domaine de la santé et/ou du développement.
Bulletin Amades est une revue dont les numéros de plus d'un an sont disponibles en accès libre sur le portail OpenEdition Journals.